# Marzena Paczuska
Marzena Ewa Paczuska-Tętnik z domu Niezgoda (ur. 23 czerwca 1959 w Lublinie) – polska dziennikarka związana z Telewizją Polską, członek zarządu TVP S.A. w latach 2019–2020, członek Krajowej Rady Radiofonii i Telewizji w kadencji 2022–2028.

## Życiorys
Córka Adama. Podczas studiów na Katolickim Uniwersytecie Lubelskim była rozpracowywana przez służby PRL.
Podjęła pracę w TVP przed 2000. Przez wiele lat pracowała jako wydawca Wiadomości. Od 2 do 21 października 2009 tymczasowo była p.o. kierownika redakcji Wiadomości (zastąpiła zwolnionego Krzysztofa Trębskiego), po czym była zastępcą szefa Wiadomości, Jacka Karnowskiego do 2009. Była też zatrudniona w TVP Info. Od 2011 pracowała w redakcji reportażu TVP1. Po 2011 była też zatrudniona w TVP Regionalnej. Współtworzyła nowy kanał TVP ABC (uruchomiony w 2014). 12 stycznia 2016 została mianowana na stanowiska kierownika redakcji Wiadomości (zastąpiła na stanowisku zwolnionego Piotra Kraśkę). Na początku sierpnia 2017 została urlopowana na okres dwóch tygodni, a 12 sierpnia 2017 jej miejsce na stanowisku szefa Wiadomości zajął Grzegorz Pawelczyk, po czym następnego dnia p.o. szefa Wiadomości został Jarosław Olechowski. Formalnie pozostawała na stanowisku do 8 września 2017 i tego dnia została powołana prezesa TVP Jacka Kurskiego na funkcję doradcy prezesa TVP do spraw informacji i publicystyki.
Decyzją Rady Mediów Narodowych z marca 2019 została powołana na członka zarządu Telewizji Polskiej S.A. (z dniem 29 marca 2019). 10 marca 2020, na wniosek Jacka Kurskiego i innego członka zarządu, Mateusza Matyszkowicza (obaj zgłosili szereg zastrzeżeń wobec działań Paczuskiej), decyzją rady nadzorczej TVP została zawieszona w czynnościach zarządu członka spółki TVP na okres trzech miesięcy. 29 maja 2020 ogłoszono, że Marzena Paczuska zrezygnowała z funkcji członka zarządu. Od marca 2021 do października 2022 była pracownikiem jednoosobowej spółki Skarbu Państwa Poczty Polskiej S.A.. 3 października 2022 została powołana przez prezydenta RP Andrzeja Dudę na członka Krajowej Rady Radiofonii i Telewizji na okres sześcioletniej kadencji.
Została członkiem zarządu Oddziału Warszawskiego Stowarzyszenia Dziennikarzy Polskich.

## Poglądy i reakcje
Marzena Paczuska w niektórych raportach zagranicznych figurowała jako osoba, która narzuciła Wiadomościom „ultrakonserwatywny” dyskurs polityczny, zgodny z linią polityczną rządzącego od 2015 roku Prawa i Sprawiedliwości.
Kontrowersyjne były też jej wypowiedzi w mediach społecznościowych. Działalność Wielkiej Orkiestry Świątecznej Pomocy kwitowała jako sekciarską, a w kwietniu 2020 roku drwiła z osób chorujących na depresję, pisząc: „W d... się poprzewracało. Bo życie jest takie trudne...”.

## Życie prywatne
Była żoną Krzysztofa Paczuskiego.